# Neuilly-en-Thelle
Neuilly-en-Thelle település Franciaországban, Oise megyében. Lakosainak száma 4132 fő (2022. január 1.). Neuilly-en-Thelle Ully-Saint-Georges, Cires-lès-Mello, Crouy-en-Thelle, Dieudonné, Ercuis, Fresnoy-en-Thelle, Morangles és Puiseux-le-Hauberger községekkel határos.

## Népesség
A település népességének változása:
| Lakosok száma | 3238 | 3378 | 3491 | 3655 | 3818 | 3970 | 4023 | 4077 | 4132 |
|               | 2013 | 2015 | 2016 | 2017 | 2018 | 2019 | 2020 | 2021 | 2022 |